# 艾布拉姆斯山
75°22′S 72°27′W / 75.367°S 72.450°W
艾布拉姆斯山（英語：Mount Abrams），是南極洲的山峰，位於葛拉漢地，屬於貝倫特山脈的一部分，處於布賴斯山以東4公里，由美國探險隊發現和拍攝照片，現時由南極條約體系管理。